# Acclaim Entertainment
Ne doit pas être confondu avec Acclaim Games.
Acclaim Entertainment était une société nord-américaine de développement et d'édition de jeux vidéo fondée en 1987 et disparue en 2004.

## Historique
Fondée en 1987, cette entreprise développe et distribue ses jeux sur de nombreux supports, parmi lesquels la Mega Drive, Saturn, Dreamcast, Game Gear, NES, Super Nintendo, Nintendo 64, GameCube, Game Boy, Game Boy Color, Game Boy Advance, PlayStation et PlayStation 2, Xbox et dans une moindre mesure les ordinateurs personnels. Dans les années 1990, Acclaim fabrique également ses propres jeux électroniques portables. Son succès lui permet par la suite d'acquérir des studios de développement indépendants tels qu'Iguana Entertainment ou Sculptured Software.
De nombreux jeux d'Acclaim sont des produits licenciés, basés sur des Acclaim Comics devenu Valiant Comics, des séries télévisées ou des films. Acclaim a également adapté sur consoles certains jeux d'arcade de Midway, comme les séries Mortal Kombat ou NBA Jam.
L'affaiblissement de l'industrie des jeux d'arcade ainsi que le manque d'enthousiasme du public pour les titres phares de la société la mènent à la perte de la plupart de ses licences, à la fermeture de ses studios de développement et à son dépôt de bilan en septembre 2004. Le titre est retiré de cotation NASDAQ.
En août 2005 le nom Acclaim est racheté par Howard Marks, ancien directeur général d'Activision, pour fonder Acclaim Games, compagnie spécialisée dans la distribution de MMORPG asiatiques sur les marchés nord-américain et européen.

## Filiales, labels d'édition
Dans la première moitié des années 1990, certains jeux d'Acclaim étaient commercialisés sous le nom d'édition « Arena Entertainment » (de 1991 à 1994 seulement) et « The Flying Edge » pour le marché des consoles Sega. LJN, une filiale rachetée à MCA/Universal en 1990, a aussi édité un certain nombre de jeux sur les consoles Nintendo.
En 2005 Acclaim vend aux enchères les droits de certains comics, alors Valiant Comics se réorganise, elle devient une subdivision de "Valiant Entertainment Inc".

### Studios défunts
- Acclaim Comics à la ville de New York, fondé en 1989 sous Valiant Comics, acquis en juin 1994.
- Acclaim Studios Austin à Sunnyvale fondé sous le nom de Iguana Entertainment le 14 août 1991, acquis en 1995.
- Acclaim Studios London à Cheltenham, England, fondé sous le nom de Probe Software en 1984, acquis le 10 octobre 1995.
- Acclaim Studios Salt Lake City, fondé sous le nom de Sculptured Software en 1984, acquis le 9 octobre 1995.

### Subdivisions disparues
- Arena Entertainment label acquis en 1992 a Mirrorsoft, principalement utilisé aux États-Unis pour les jeux sur consoles Sega, abandonné en 1994.
- Acclaim Max Sports
- Acclaim Sports
- AKA Acclaim
- Club Acclaim
- Flying Edge à Glen Cove, début en 1991, fermé en 1994.
- LJN Entertainment, fondé en 1970, acquis en 1990, fermé en 1994, discontinué en 2000.

## Liste de jeux
| Titre                                       | Date de sortie | Plateformes                                                                       |
| ------------------------------------------- | -------------- | --------------------------------------------------------------------------------- |
| Othello                                     | 1988           | NES                                                                               |
| WWF WrestleMania                            | 1989           | NES                                                                               |
| Marvel's X-Men                              | 1989           | NES                                                                               |
| Smash TV                                    | 1990           | NES                                                                               |
| The Simpsons: Bart vs. the Space Mutants    | 1991           | NES, Master System, Mega Drive, Game Gear                                         |
| The Simpsons: Bart vs. the World            | 1991           | NES, Master System, Game Gear                                                     |
| Trog!                                       | 1991           | NES                                                                               |
| Mortal Kombat                               | 1992           | Game Boy, Game Gear, Master System, Mega Drive, Mega-CD, 32X, Super NES, PC       |
| Spider-Man: Return of the Sinister Six      | 1992           | NES, Master System, Game Gear                                                     |
| Spider-Man and the X-Men: Arcade's Revenge  | 1992           | Super NES, Mega Drive, Game Gear, Game Boy                                        |
| The Simpsons: Bartman Meets Radioactive Man | 1992           | Game Gear, NES                                                                    |
| Bart vs. The Juggernauts                    | 1992           | Game Boy                                                                          |
| Bart's Nightmare                            | 1992           | Mega Drive, Super NES                                                             |
| Mortal Kombat II                            | 1993           | Game Boy, Game Gear, Master System, Mega Drive, 32X, Super NES, PC, Amiga         |
| NBA Jam                                     | 1993           | Mega Drive, Super NES                                                             |
| NFL Quarterback Club                        | 1994           | PlayStation, Nintendo 64, Game Boy, Game Gear, Mega Drive, 32X, Saturn, Super NES |
| Spider-Man and Venom: Maximum Carnage       | 1994           | (Version Mega Drive)                                                              |
| Spider-Man: The Animated Series             | 1994           | Super NES, Mega Drive                                                             |
| The Simpsons: Bart and the Beanstalk        | 1994           | Game Boy                                                                          |
| The Simpsons: Virtual Bart                  | 1994           | Super NES, Mega Drive                                                             |
| Batman Forever                              | 1995           | Super NES, Master System, Mega Drive, Game Gear, Game Boy, PC                     |
| Bubble Bobble/Rainbow Islands               | 1995           | Saturn, PlayStation                                                               |
| Jupiter Strike                              | 1995           | PlayStation                                                                       |
| Revolution X                                | 1995           | Super NES, Mega Drive, Saturn, PlayStation                                        |
| Spider-Man and Venom: Separation Anxiety    | 1995           | Super NES, Mega Drive, PC                                                         |
| WWF WrestleMania: The Arcade Game           | 1995           | Arcade, Super NES, Mega Drive, Saturn, PlayStation                                |
| Alien Trilogy                               | 1996           | PlayStation, Saturn, PC                                                           |
| Bad Mojo                                    | 1996           |                                                                                   |
| NBA Jam Extreme                             | 1996           | PlayStation, Saturn, PC                                                           |
| Space Jam                                   | 1996           | PlayStation, Saturn, PC                                                           |
| WWF In Your House                           | 1996           | PlayStation, Saturn                                                               |
| Puzzle Bobble 2                             | 1997           | Saturn, PlayStation, Nintendo 64                                                  |
| Constructor                                 | 1997           | PC, PlayStation                                                                   |
| Extreme-G                                   | 1997           | Nintendo 64                                                                       |
| Fantastic Four                              | 1997           | PlayStation                                                                       |
| Turok: Dinosaur Hunter                      | 1997           | Nintendo 64, PC, Game Boy                                                         |
| X-Men: Children of the Atom                 | 1997           | Saturn, PC, PlayStation                                                           |
| All-Star Baseball                           | 1998           | PlayStation, PlayStation 2, Nintendo 64, Xbox, GameCube                           |
| Batman & Robin                              | 1998           | PlayStation                                                                       |
| D                                           | 1998           | 3DO, Saturn, PlayStation, PC                                                      |
| ECW Hardcore Revolution                     | 1998           | PlayStation, Nintendo 64, Dreamcast, Game Boy Color                               |
| Extreme-G 2                                 | 1998           | Nintendo 64, PC                                                                   |
| Forsaken                                    | 1998           | PC, PlayStation, Nintendo 64                                                      |
| Iggy's Reckin' Balls                        | 1998           | Nintendo 64                                                                       |
| Turok 2: Seeds of Evil                      | 1998           | Nintendo 64, Game Boy Color, PC                                                   |
| WWF War Zone                                | 1998           | PlayStation, Nintendo 64                                                          |
| Armorines: Project Swarm                    | 1999           | PlayStation, Nintendo 64, Game Boy Color                                          |
| ECW Anarchy Rulz                            | 1999           | PlayStation, Dreamcast                                                            |
| Machines                                    | 1999           | PC                                                                                |
| Re-Volt                                     | 1999           | PlayStation, Nintendo 64, Dreamcast, PC                                           |
| Shadowman                                   | 1999           | Nintendo 64, PlayStation, PC, Dreamcast                                           |
| South Park                                  | 1999           | PlayStation, Nintendo 64, PC                                                      |
| South Park: Chef's Luv Shack                | 1999           | PlayStation, Nintendo 64, PC, Dreamcast                                           |
| Trickstyle                                  | 1999           | PC, Dreamcast                                                                     |
| Turok: Rage Wars                            | 1999           | Nintendo 64, Game Boy Color                                                       |
| WWF Attitude                                | 1999           | PlayStation, Nintendo 64, Dreamcast                                               |
| Dave Mirra Freestyle BMX                    | 2000           | PlayStation, Dreamcast, PC, Game Boy Color                                        |
| RC Revenge                                  | 2000           | PlayStation                                                                       |
| Fur Fighters                                | 2000           | Dreamcast, PC, PlayStation 2                                                      |
| South Park Rally                            | 2000           | PlayStation, Nintendo 64, PC, Dreamcast                                           |
| Turok 3: Shadow of Oblivion                 | 2000           | Nintendo 64, Game Boy Color                                                       |
| Dave Mirra Freestyle BMX 2                  | 2001           | PlayStation 2, GameCube, Xbox, Game Boy Advance                                   |
| Blast Lacrosse                              | 2001           | PlayStation                                                                       |
| Burnout                                     | 2001           | PlayStation 2, GameCube, Xbox                                                     |
| Crazy Taxi                                  | 2001           | PlayStation 2, GameCube                                                           |
| 18 Wheeler: American Pro Trucker            | 2001           | PlayStation 2, GameCube                                                           |
| XG3: Extreme-G Racing                       | 2001           | PlayStation 2, GameCube                                                           |
| Paris-Dakar Rally                           | 2001           | PC, PlayStation 2                                                                 |
| Summer Heat Beach Volleyball                | 2001           | PlayStation 2                                                                     |
| Aggressive Inline                           | 2002           | PlayStation 2, Xbox, GameCube, Game Boy Advance                                   |
| Burnout 2: Point of Impact                  | 2002           | PlayStation 2, GameCube, Xbox                                                     |
| BMX XXX                                     | 2002           | Xbox, GameCube, PlayStation 2                                                     |
| Dave Mirra Freestyle BMX 3                  | 2002           | Game Boy Advance                                                                  |
| Legends of Wrestling                        | 2002           | Xbox, PlayStation 2, GameCube                                                     |
| Legends of Wrestling II                     | 2002           | PlayStation 2, Xbox, GameCube                                                     |
| Turok: Evolution                            | 2002           | PlayStation 2, Xbox, GameCube, PC                                                 |
| Virtua Tennis 2                             | 2002           | PlayStation 2                                                                     |
| Shadow Man: 2econd Coming                   | 2002           | PlayStation 2                                                                     |
| AFL Live 2004                               | 2003           | PC, PlayStation 2, Xbox                                                           |
| ATV Quad Power Racing 2                     | 2003           | PlayStation 2, Xbox, GameCube, Game Boy Advance                                   |
| Gladiator: Sword of Vengeance               | 2003           | PlayStation 2, Xbox, PC                                                           |
| Dakar 2                                     | 2003           | PlayStation 2, Xbox, GameCube                                                     |
| Showdown: Legends of Wrestling              | 2003           | PlayStation 2, Xbox                                                               |
| Vexx                                        | 2003           | PlayStation 2, Xbox, GameCube                                                     |
| AFL Live Premiership Edition                | 2004           | PC, PlayStation 2, Xbox                                                           |
| Alias                                       | 2004           | PC, PlayStation 2, Xbox, Mobile                                                   |
| XGRA: Extreme-G Racing Association          | 2004           | PlayStation 2, GameCube, Xbox                                                     |
| World Championship Rugby                    | 2004           | PC, PlayStation 2, Xbox                                                           |